# 布兰福棘蛙
布兰福棘蛙（学名：Nanorana blanfordii）也称大吉岭蛙，一种分布于印度、尼泊尔及中国西藏等地区的两栖动物，隶属于叉舌蛙科倭蛙属。1977年，中国研究人员吴贯夫描述发表的亚东蛙（Rana yadongensis），现在被研究人员修订为本种的同物异名。

## 形态特征
布兰福棘蛙雄蛙体长39～47毫米，雌蛙体长39～56毫米。皮肤较光滑。身体背面呈灰褐色，具有镶浅色边的深色斑；两眼间有“▲▲”形黑斑，上唇缘有黑纵纹；四肢背面黑横斑窄或不连续；咽喉部紫褐色，胸腹部黄白色。